# Чехелуц
Чехелуц (рум. Cehăluț) — село у повіті Сату-Маре в Румунії. Адміністративний центр комуни Чехал.
Село розташоване на відстані 430 км на північний захід від Бухареста, 47 км на південний захід від Сату-Маре, 106 км на північний захід від Клуж-Напоки.

## Населення
За даними перепису населення 2002 року у селі проживали 739 осіб.
Національний склад населення села:
| Національність | Кількість осіб | Відсоток |
| -------------- | -------------- | -------- |
| угорці         | 632            | 85,5%    |
| румуни         | 105            | 14,2%    |

Рідною мовою назвали:
| Мова      | Кількість осіб | Відсоток |
| --------- | -------------- | -------- |
| угорська  | 631            | 85,4%    |
| румунська | 106            | 14,3%    |